# Lista instituțiilor din subordinea Guvernului României
Aceasta este lista instituțiilor din subordinea Guvernului României. Cele afișate îngroșat sunt coordonate de Cancelaria Prim-ministrului, iar restul sunt coordonate de Secretariatul General al Guvernului. În această listă nu se regăsesc instituțiile aflate în subordinea ministerelor.

## Autorități
- Autoritatea Națională pentru Reglementarea și Monitorizarea Achizițiilor Publice
- Autoritatea Națională pentru Restituirea Proprietăților
- Autoritatea Națională de Management al Calității în Sănătate

## Agenții
- Agenția Națională pentru Resurse Minerale
- Agenția Națională Anti-Doping
- Agenția Națională pentru Romi
- Autoritatea Națională de Reglementare în Domeniul Energiei
- Autoritatea Națională pentru Protecția Consumatorilor
- Autoritatea Națională Sanitară Veterinară și pentru Siguranța Alimentelor

## Comisii
- Comisia Națională pentru Controlul Activităților Nucleare
- Comisia Națională de Acreditare a Spitalelor

## Institute
- Institutul Național pentru Studierea Holocaustului din România „Elie Wiesel”
- Institutul de Investigare a Crimelor Comunismului și Memoria Exilului Românesc
- Institutul Național de Statistică
- Institutul pentru Studierea Problemelor Minorităților Naționale

## Secretariate
- Oficiul Național de Prevenire și Combatere a Spălării Banilor
- Oficiul Național pentru Jocuri de Noroc

## Oficii
- Secretariatul de Stat pentru Culte
- Secretariatul de Stat pentru recunoașterea meritelor luptătorilor împotriva regimului comunist instaurat în România în perioada 1945-1989

## Legături externe
- Guvernul, sugrumat de 244 de agentii, regii, companii nationale si autoritati aflate in subordinea sa, 13 oct 2008, zf.ro, accesat la 22 iunie 2010

## Vezi și
- Listă de organizații guvernamentale din România